# Estadio Belvedere
El Estadio Belvédère es un estadio uruguayo ubicado en la ciudad de Montevideo perteneciente al Liverpool Fútbol Club. La capacidad aproximada es de 7.780 espectadores.
Antiguamente utilizaban este estadio el Montevideo Wanderers y un equipo hoy desaparecido llamado Platense. Estos equipos debieron dejar el estadio por pedido del Ministerio de Salud Pública que pensaba construir en el predio un Hospital (Hospital del Norte). Aunque colocaron su piedra fundamental, este jamás llegó a construirse y eso posibilitó el arribo de Liverpool a partir del año 1938.

## Selección Uruguaya
El escenario tiene una historia muy particular, ya que en 1910, en este estadio la selección uruguaya utilizó por primera vez su uniforme color celeste. En el estadio hay una placa que conmemora ese hecho.

## Red lumínica
Un 18 de abril de 1988 Liverpool inauguraba una nueva red lumínica enfrentando a la Selección de Cuba. El encuentro, que finalizó 0 - 0 y con victoria de Liverpool en definición por penales, tuvo una concurrencia de más de 4.000 entradas. Eduardo Pereyra, campeón de América con Uruguay en la Copa América 1987 de Argentina, fue el invitado especial de la noche. 
La red lumínica no tuvo el uso para el que fue pensada siendo ese encuentro frente a Cuba, de reinauguración de la misma el último partido nocturno en el escenario "Negriazul". Anteriormente la primera iluminación del escenario se había realizado en el año 1955.

## Reconocimientos

### Estadios más antiguos de Uruguay
El estadio está entre los diez escenarios más antiguos y vigentes del país, construidos para la práctica del fútbol. Construido en 1909, Belvedere se encuentra segundo en la lista, únicamente por debajo del Gran Parque Central.
| N.º | Estadio                      | Ubicación  | Inauguración            | Propietario                        |
| --- | ---------------------------- | ---------- | ----------------------- | ---------------------------------- |
| 1°  | Gran Parque Central          | Montevideo | 25 de mayo de 1900      | Club Nacional de Football          |
| 2°  | Belvedere                    | Montevideo | 4 de julio de 1909      | Liverpool Fútbol Club              |
| 3°  | José Pedro Damiani           | Montevideo | 19 de abril de 1916     | Club Atlético Peñarol              |
| 4°  | Olímpico Pedro Arispe        | Montevideo | 30 de diciembre de 1923 | Rampla Juniors Fútbol Club         |
| 5°  | Abraham Paladino             | Montevideo | 1926                    | Administración Nacional de Puertos |
| 6°  | Atilio Paiva Olivera         | Rivera     | 1927                    | Intendencia de Rivera              |
| 6°  | Campeones Olímpicos          | Florida    | 1927                    | Intendencia de Florida             |
| 8°  | Parque Federico Omar Saroldi | Montevideo | 2 de noviembre de 1928  | Club Atlético River Plate          |
| 9°  | Centenario                   | Montevideo | 18 de enero de 1930     | Intendencia de Montevideo          |
| 10° | José Nasazzi                 | Montevideo | 1931                    | Club Atlético Bella Vista          |